# Punjabi ghagra
 (avril 2021).
La mise en forme du texte ne suit pas les recommandations de Wikipédia : il faut le « wikifier ».
Les points d'amélioration suivants sont les cas les plus fréquents. Le détail des points à revoir est peut-être précisé sur la page de discussion.
- Les titres sont pré-formatés par le logiciel. Ils ne sont ni en capitales, ni en gras.
- Le texte ne doit pas être écrit en capitales (les noms de famille non plus), ni en gras, ni en italique, ni en « petit »…
- Le gras n'est utilisé que pour surligner le titre de l'article dans l'introduction, une seule fois.
- L'italique est rarement utilisé : mots en langue étrangère, titres d'œuvres, noms de bateaux, etc.
- Les citations ne sont pas en italique mais en corps de texte normal. Elles sont entourées par des guillemets français : « et ».
- Les listes à puces sont à éviter, des paragraphes rédigés étant largement préférés. Les tableaux sont à réserver à la présentation de données structurées (résultats, etc.).
- Les appels de note de bas de page (petits chiffres en exposant, introduits par l'outil «  Source ») sont à placer entre la fin de phrase et le point final[comme ça].
- Les liens internes (vers d'autres articles de Wikipédia) sont à choisir avec parcimonie. Créez des liens vers des articles approfondissant le sujet. Les termes génériques sans rapport avec le sujet sont à éviter, ainsi que les répétitions de liens vers un même terme.
- Les liens externes sont à placer uniquement dans une section « Liens externes », à la fin de l'article. Ces liens sont à choisir avec parcimonie suivant les règles définies. Si un lien sert de source à l'article, son insertion dans le texte est à faire par les notes de bas de page.
- La présentation des références doit suivre les conventions bibliographiques. Il est recommandé d'utiliser les modèles {{Ouvrage}}, {{Chapitre}}, {{Article}}, {{Lien web}} et/ou {{Bibliographie}}. Le mode d'édition visuel peut mettre en forme automatiquement les références.
- Insérer une infobox (cadre d'informations à droite) n'est pas obligatoire pour parachever la mise en page.

Pour une aide détaillée, merci de consulter Aide:Wikification.
Si vous pensez que ces points ont été résolus, vous pouvez retirer ce bandeau et améliorer la mise en forme d'un autre article.
 (avril 2021).

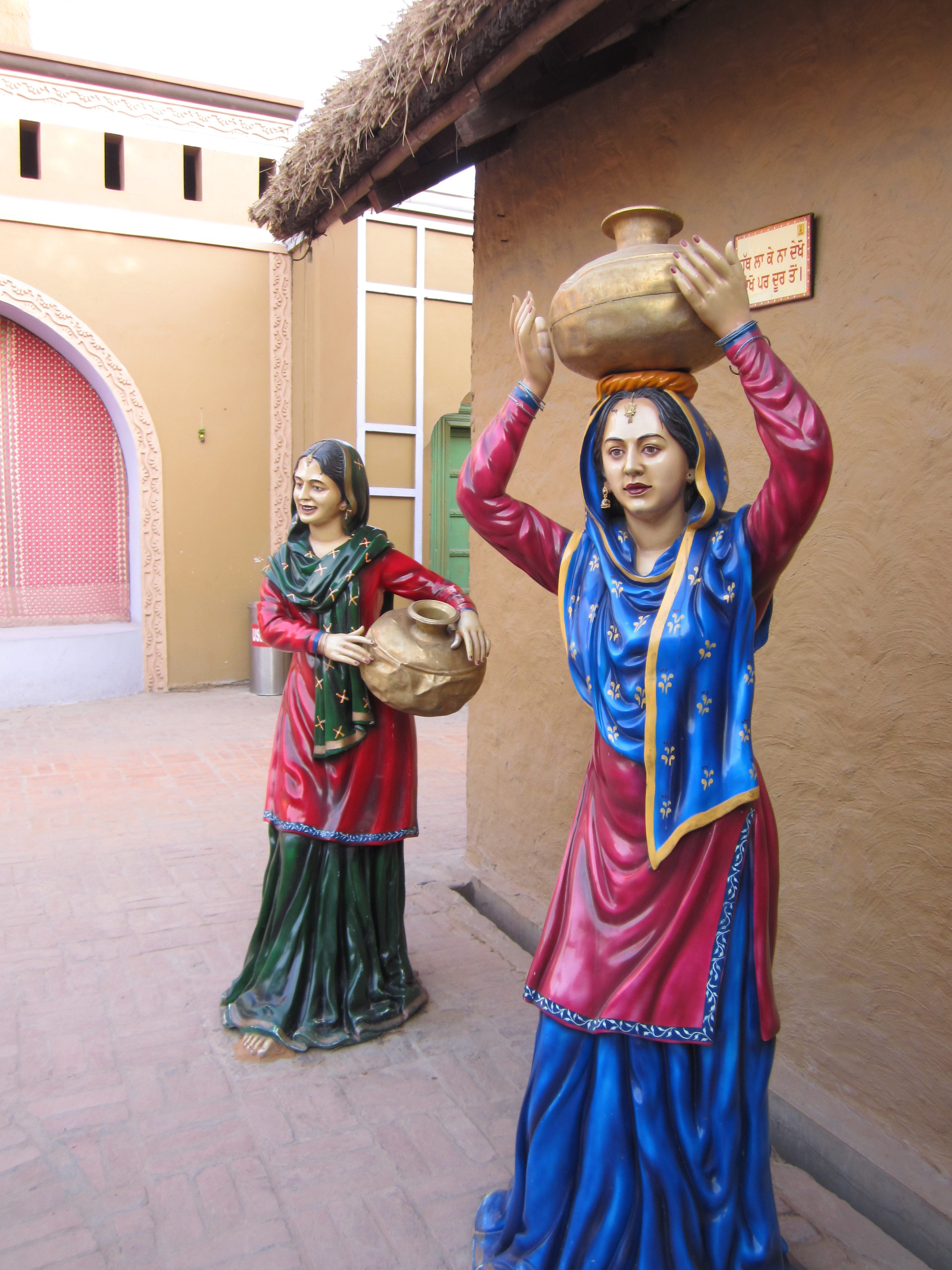
Rangla Punjab. Punjabi Ghagra

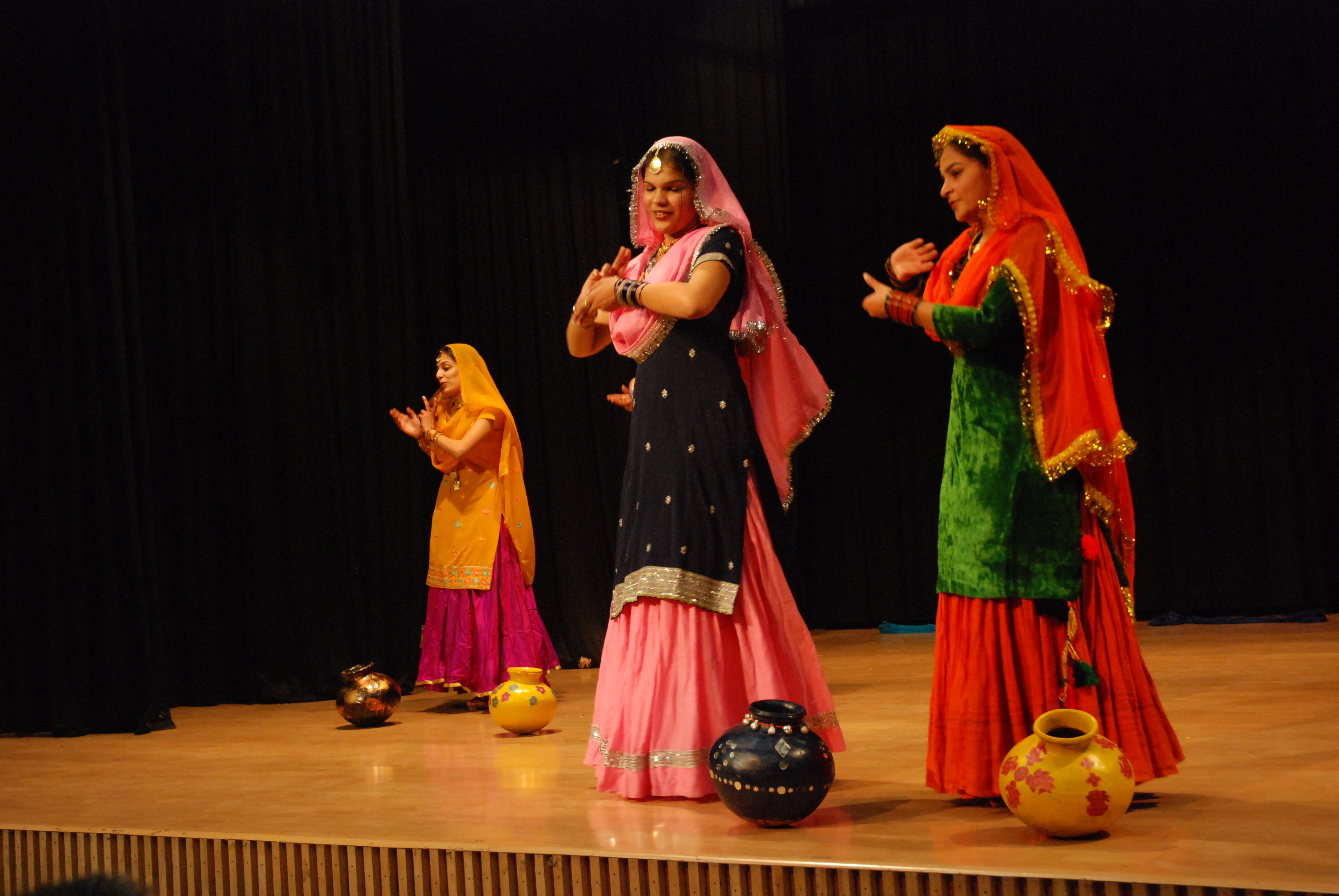
Danse punjabi 2

Le ghagra (pendjabi : ਘੱਗਰਾ) est une tenue en quatre pièces. Il est connu sous le nom de tewar ou 'ti-or' qui était traditionnellement portée par les femmes punjabi dans toute la région du Pendjab avec la tenue comprenant un foulard (Phulkari), kurta ou kurti, ghagra et soit un suthan (pantalon bouffant avec une bande serrée aux chevilles) soit le salwar punjabi. Dans les temps modernes, le ghagra est porté par les femmes dans certaines parties de l' Haryana, les zones rurales du sud- ouest du Pendjab, certaines parties de l' Himachal Pradesh  et pendant les représentations de Giddha dans l' est du Pendjab.

## Histoire
Le ghagra a son origine dans le candataka, qui était devenu un vêtement populaire à l'époque Gupta. Le candataka était un demi-pantalon d'homme  qui s'est finalement développé en ghagra. La formation intermédiaire a été décrite comme une robe de type chemise pour les hommes et les femmes du cou aux cuisses,. Candataka a continué comme une robe féminine populaire au septième siècle.

## Tenue
Le Punjabi ghagra fait partie d'un ensemble de quatre pièces : Phulkari, kurta / kurti, ghagra et suthan / salwar. Le terme tewar ou ti-or suggère que la tenue était à l'origine un ensemble de trois pièces  qui aurait compris le foulard, le kurta / kurti / angi et le ghagra. Cependant, en préparatant des vêtements à donner à la mariée, la tenue de suthan / kurta ou salwar kameez est comptée comme bewar, comprenant deux articles, le foulard n'étant pas inclus. Randhawa (1960) suggère que la seule différence entre l'ensemble ghagra et la tenue de costume punjabi est l'ajout sur le ghagra dans la tenue ghagra. En conséquence, même si le Punjabi ghagra est appelé tewar / ti-or, il s'agit d'une tenue quatre pièces et du costume punjabi, un ensemble trois pièces.

### Phulkari
Le foulard se compose généralement d'un grand Phulkari brodé selon des motifs locaux.

### Kurta / kurti / angi / choli
Kurta / kurti
Le vêtement supérieur est traditionnellement un kurta long ou un kurti qui est un manteau court. La kurta est un vestige du kurtaka qui était court et avait des fentes latérales. Il était utilisé au XIe siècle CE et fournit un lien vers la kurta de la région du Pendjab.

Le kurti est un manteau court en coton  ou une mini anga (robe)  sans fentes latérales que l'on croit descendait de la tunique de la période Shunga (IIe siècle av. J.-C.). Le kurti au début des années 1700 boutonné à droite, mais les versions ultérieures boutonnèrent au centre.

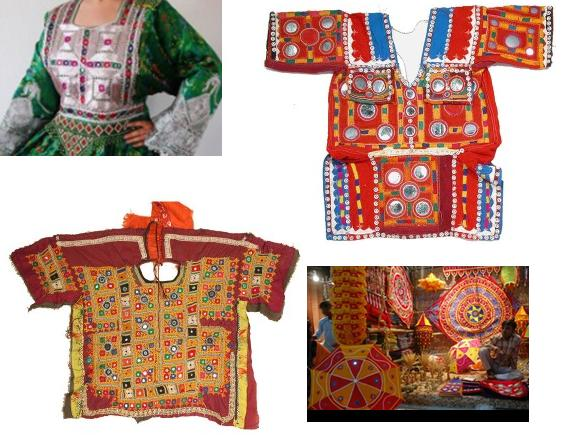
Saraiki kurti

Angi / Choli
L'angi est le nom punjabi du corsage qui est un gilet à manches courtes qui couvre la poitrine, mais laisse la poitrine partiellement nue et l'abdomen entièrement exposé. L'angi peut être porté avec le kurti. L'angi, lorsqu'il est porté seul, s'appelle le choli, qui recouvre la poitrine  et a un slip qui descend plus bas devant. Il a des manches courtes et est noué derrière. L'angi ne diffère du choli que par l'absence de glissement avant.

Une conception du choli est faite de bandes (ou patchs)  de nombreuses soies colorées ou d'autres matières. Les bras sont généralement nus et l'estomac est laissé à découvert. Le choli est noué dans le dos avec des ficelles. Au milieu du choli, une kubba est suspendue qui est un ornement noueux creux avec un pendentif fixé au centre du choli. L'objet utilisé est le tukma qui est un pendentif en argent fixé aux extrémités du choli. Le choli était une alternative populaire à la kurta au XXe siècle,,,, et était en usage dans la région du Pendjab depuis au moins le XVIe siècle. Il est toujours populaire à Multan où le choli Multani est brodé de différentes couleurs ou imprimé à la main, noué à l'avant ou à l'arrière. Des versions modernes du choli sont également portées.

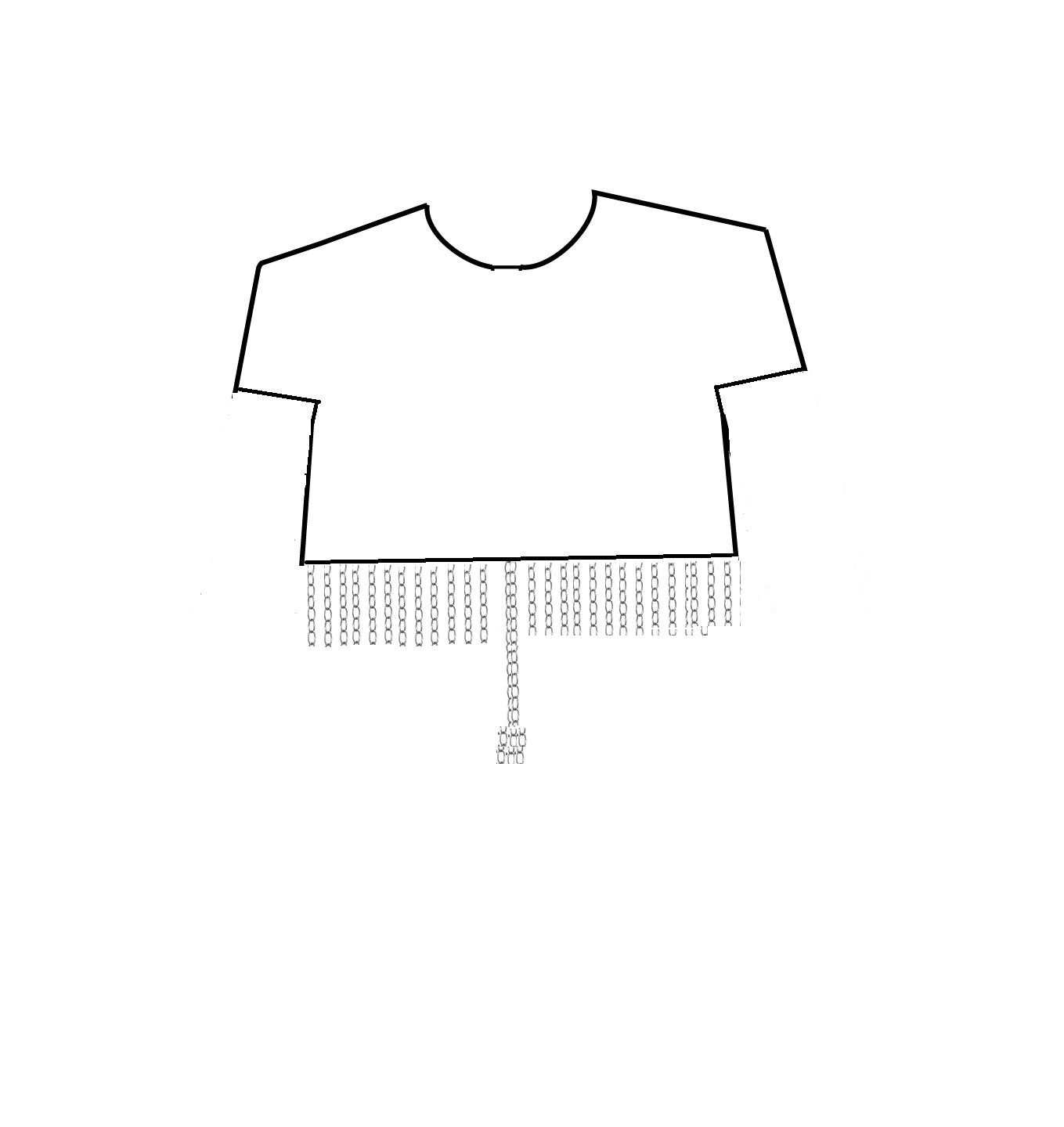
Punjabi Choli avec des bijoux

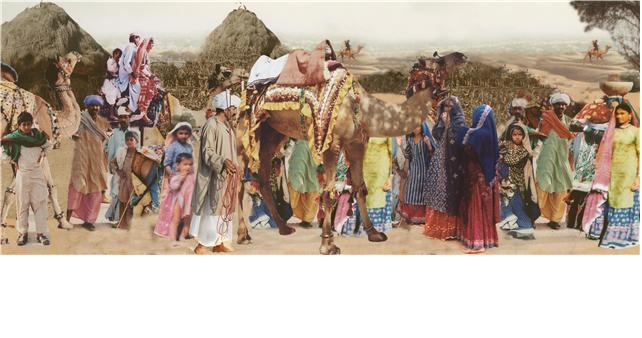
Saraiki Tradition femmes portant ghagra ouest du Pendjab

Le ghagra est un vêtement qui peut varier de 9 à 25 mètres  La photo de droite montre les styles portés par les femmes parlant le Saraiki dans l' ouest du Pendjab . Le ghagra est traditionnellement porté par les femmes de toutes les communautés.
Les matériaux utilisés pour la fabrication des ghagras peuvent être du malmal ou de la mousseline. Le bord est fini avec une rangée de plis d'épingles, de broderie, de gota ou en mettant une bordure de daryai (tissu renforcé). Le ghagra malmal est traditionnellement amidonné (maandi) avec le mica ou le vark qui brille au soleil. Vark est similaire à de fines couches de papier rigide qui sont écrasées et ajoutées au maandi (amidon). Les autres matériaux utilisés pour les ghagras sont le hari-shael, le latha, saatan (satin), le phulkari brodé, le tissu de parachute, etc. Le tissu de parachute est un matériau soyeux et peut-être similaire au textile utilisé pour fabriquer des parachutes. Pour les occasions formelles, le ghagra est fait d'un matériau coûteux avec quelques embellissements comme le gota ou la broderie.

### Suthan / Salwar
Il est traditionnel de porter un suthan ou un salwar sous le ghagra. À Lahore  et à l' est du Pendjab, le ghagra était cependant porté que pour aller à l'extérieur  ou dans certaines régions, en allant dans un autre village, auquel cas le kurta / kurti serait remplacé par un choli,. On s'attendait à ce que les femmes continuent à porter le ghagra sur le suthan  ou le salwar jusqu'à la vieillesse ou jusqu'à ce qu'au moins l'enfant aîné se marie. Il était également obligatoire de porter le ghagra dans des fêtes et des funérailles. Il est toujours utilisé par les femmes âgées et est porté lors d'occasions spéciales. Les femmes punjabi plus âgées vivant au Royaume-Uni se rappellent avoir porté le ghagra sur le salwar.

## Usage
Le Punjabi ghagra était envogue dans le Pendjab occidental  et le Pendjab oriental à grande échelle pendant les années 1960. Cependant, pendant ce temps, le Punjabi ghagra a commencé à diminuer sa popularité et le Punjabi Salwar Suit en est venu à être porté seul. Bien que dans certains villages du Pendjab oriental, le Punjabi ghagra soit encore porté lors des funérailles. De plus, le ghagra est toujours porté dans certaines parties de l' Haryana, parties de l' Himachal Pradesh et du Pendjab occidental .

## Lehnga
Une variante du ghagra est le lehenga qui est traditionnellement fait d'un matériau plus fin que le ghagra comme noté en 1878. Le lehenga était traditionnellement populaire dans les zones urbaines et il est encore d'usage pour les mariées punjabi de porter le lehngha.

## Ghagri
Une version plus courte du ghagra est le ghagri qui ne tombe pas jusqu'aux chevilles. Cette version est traditionnellement portée dans l'Haryana et l'Himachal Pradesh, mais a commencé à perdre sa popularité dans les années 1960. Dans les plaines du Pendjab, le ghagri était un objet d'intérieur.

## Luanchari
Luanchari est une grande robe composée de deux parties cousues ensemble: la partie supérieure est le choli et la partie inférieure est le lehanga. C'est un vêtement traditionnel porté par Gaddis de l' Himachal Pradesh .

### Galerie de photos

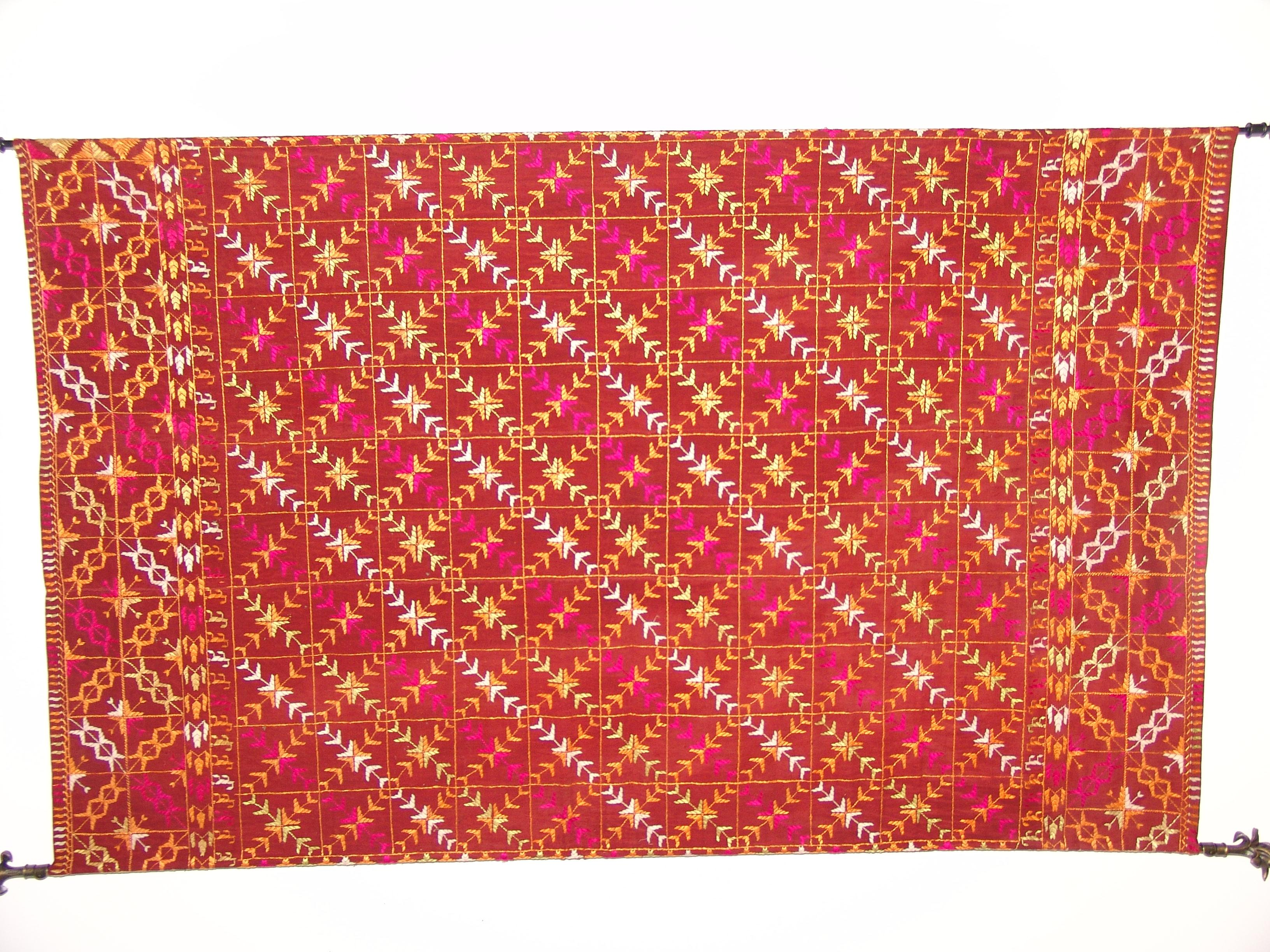
Phulkari de Patiala
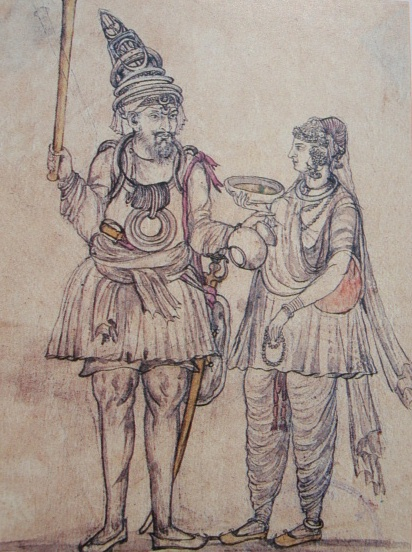
Esquisse d'une femme (à droite) portant un suthan
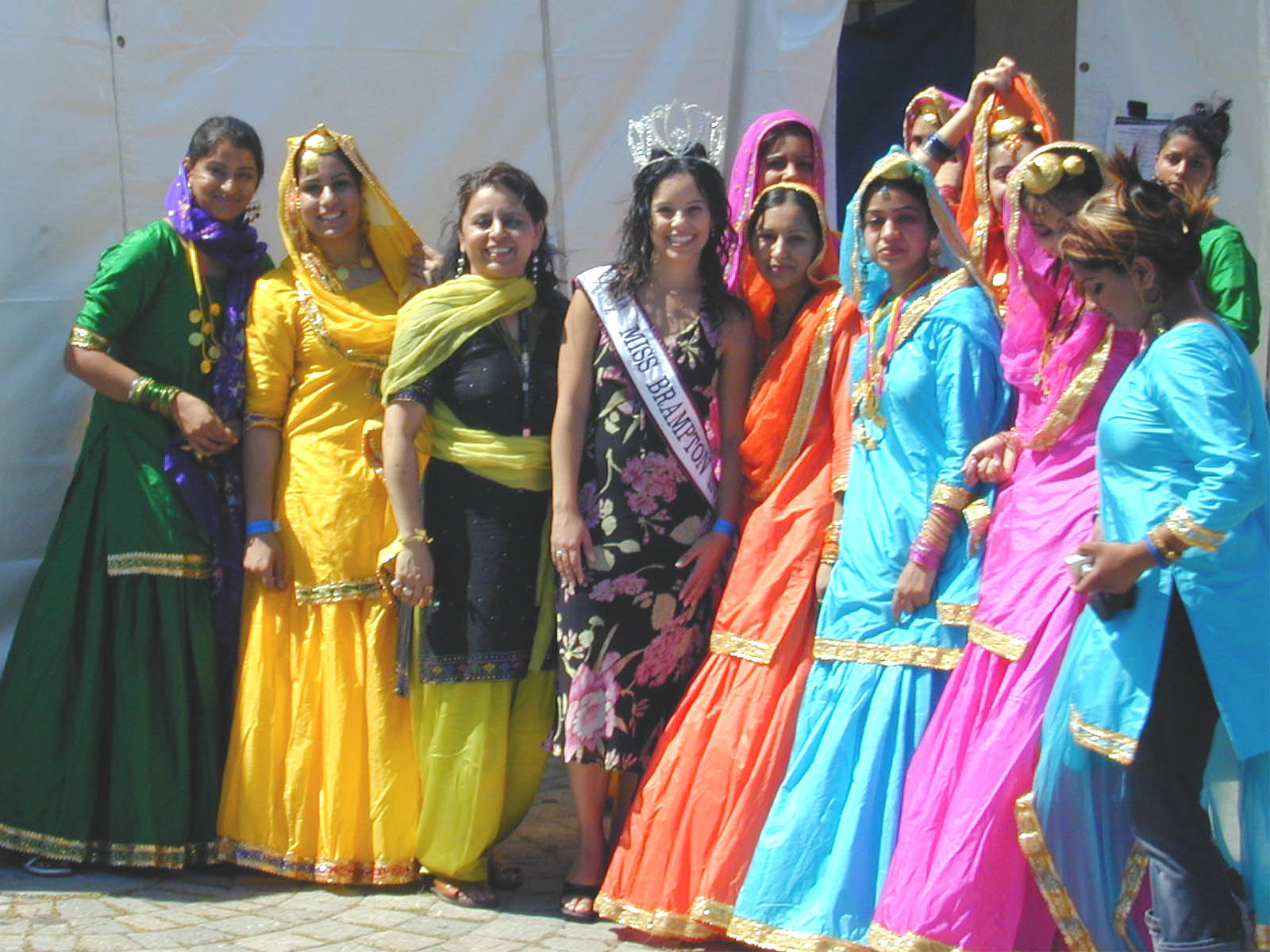
Punjabi kurta et lehenga
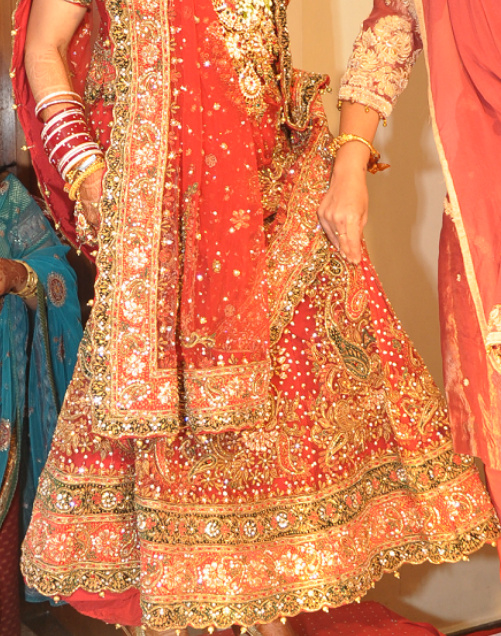
Lehenga de mariée avec broderie Gota
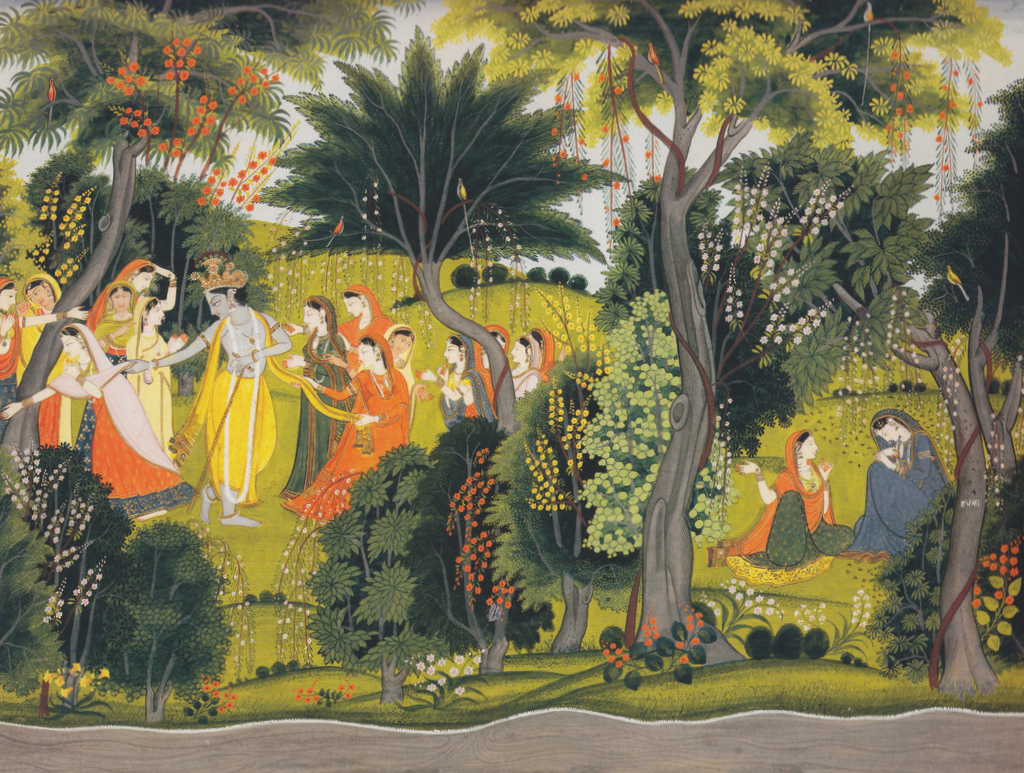
Peinture Pahari représentant des femmes en luanchari. vers 1760
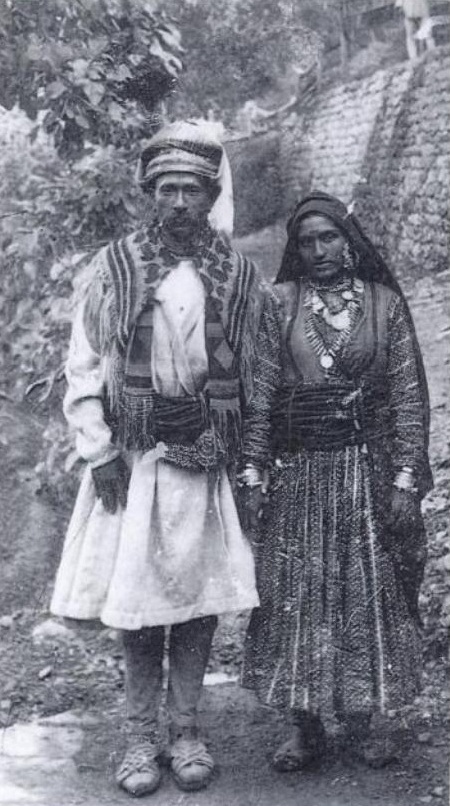
Femme Himachal à Luanchari
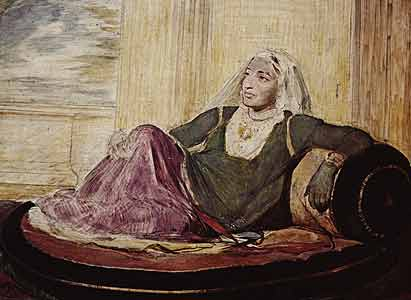
Rani Jindan (1817-1863) dans un ghagra et une kurta